# Lutz Mackensy
Lutz Werner Mackensy (Hameln, 11 marzo 1944) è un attore e doppiatore tedesco.

## Biografia
Dopo il diploma, Mackensy frequentò la scuola di recitazione Max-Reinhardt a Berlino Ovest. Lì fece il suo debutto teatrale al Teatro Schiller sotto la direzione di Boleslaw Barlog, interpretando Quadratur des Kreises di Valentin Petrovič Kataev. Seguì una serie di diversi ingaggi a Berlino, Amburgo e Wilhelmshaven.

## Filmografia

### Cinema
- Meine 99 Bräute - regia di Alfred Vohrer (1958)
- Otto – Der Film - regia di Xaver Schwarzenberger e Otto Waalkes (1985)
- Der Beste - regia di Rasmus Borowski e Arne Jysch (2004)

### Televisione
- PS - serie TV (7 episodi) (1976-1979)
- Tatort - serie TV (1976-2004)
- Der Androjäger - serie TV (26 episodi) (1982-1984)
- Liebling Kreuzberg - serie TV (1 episodio) (1986)
- 14º Distretto (Großstadtrevier) - serie TV (27 episodi) (1986-2005)
- Il medico di campagna (Der Landarzt) - serie TV (22 episodi) (1987-1993)
- Die Männer vom K3 - serie TV (1 episodio) (1989)
- L'arca del dottor Bayer (Ein Heim für Tiere) - serie TV (1 episodio) (1990)
- La famiglia Drombusch (Diese Drombuschs) - serie TV (2 episodi) (1992)
- Immer wieder Sonntag - serie TV (1993-1996)
- Polizeiruf 110 - serie TV (1994-1997)
- Stubbe - Von Fall zu Fall - serie TV (50 episodi) (1995-2014)
- Die Rettungsflieger - serie TV (1 episodio) (2002)

## Doppiaggio
- Gary Lockwood in 2001: Odissea nello spazio
- Nathan Lane in Piume di struzzo
- Stanley Tucci in Era mio padre, Conspiracy - Soluzione finale, Un amore a 5 stelle, Il diavolo veste prada,Margin Call, Captain America - Il primo Vendicatore, Hunger Games, Hunger Games - La ragazza di fuoco, Hunger Games - Il canto della rivolta - Parte 1, Joker - Wild Card, Hunger Games - Il canto della rivolta - Parte 2 ,Transformers - L'ultimo cavaliere, The King's Man - Le origini, Conclave
- Christopher Lloyd in Ritorno al futuro, Ritorno al futuro - Parte II, Ritorno al futuro - Parte II, Zodiac - Il segno dell'apocalisse, Sin City - Una donna per cui uccidere, Un milione di modi per morire nel West,
- Rowan Atkinson in Mr. Bean - L'ultima catastrofe, Scooby-Doo, Johnny English, Mr. Bean's Holiday, Johnny English - La rinascita, Johnny English colpisce ancora, Man vs. Bee, Wonka
- Al Pacino in Il padrino, Lo spaventapasseri, Serpico, Il padrino - Parte II, Quel pomeriggio di un giorno da cani, Un attimo, una vita, ...e giustizia per tutti
- Geoffrey Rush in Shakespeare in Love, Paradiso + Inferno, The Warrior's Way
- Roberto Benigni in Asterix & Obelix contro Cesare
- Marton Csokas in The Amazing Spider-Man 2 - Il potere di Electro
- Miguel Ferrer in Iron Man 3
- Steve Coogan in Stanlio & Olio
- Rowan Atkinson in Wonka

### Animazione
- Teodoro il castoro in Il viaggio fantastico
- Dr. Bravery in Freakazoid!
- Zeke in L'era glaciale
- Tony lo Svelto in L'era glaciale 2 - Il disgelo
- Mr. Ping in Kung Fu Panda, Kung Fu Panda 2, Kung Fu Panda 3, Kung Fu Panda 4
- Dr. Sander Saunders in LEGO Ninjago

### Videogiochi
- HAL 9000 e Emmett Brown in LEGO Dimensions

## Doppiatori italiani
Come doppiatore, in italiano è stato sostituito da:
- Vladimiro Conti in Il viaggio fantastico